# Pluimveebril

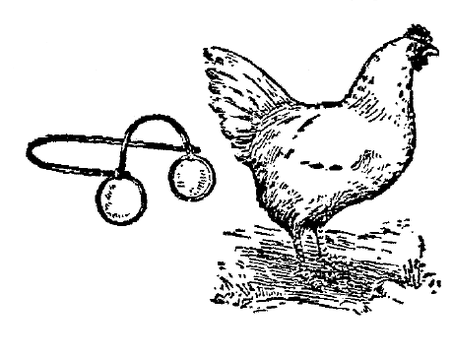
Amerikaanse kippenbril uit 1911

Een pluimveebril of kippenbril is een plaatje dat op de snavel van pluimvee wordt gemonteerd. Het brilletje is niet bedoeld om het zicht te verbeteren, het belemmert dit juist. Vroeger was het hulpmiddel van metaal, vaak aluminium, de moderne versie is gemaakt van kunststof.
Vogels kunnen het slachtoffer worden van verenpikkerij, iets wat zelfs tot kannibalisme kan leiden. Het is een uitwas van de instinctmatige behoefte in een groep een rangorde vast te stellen. Dit wordt naar voorbeeld van het  kippengedrag de pikorde genoemd. 
Door met de pluimveebril het zicht van de vogels te beperken wordt het vrijwel onmogelijk gemaakt andere vogels te beschadigen. Het plaatje is daartoe met een pen door de snavel voor de ogen van de vogel gemonteerd. Ernstige vormen van veren uittrekken worden vaak veroorzaakt door de wijze waarop de dieren worden gehouden. Om verlies van dieren tegen te gaan werd de bril voorheen veel toegepast in de pluimveehouderij. Sinds de jaren zestig van de twintigste eeuw worden in de grootschalige kippen- en fazantenhouderij met hetzelfde  doel de snavels deels geamputeerd, het zogenoemde snavelbranden.
Het kippenbrilletje is in sommige streken een frequente 'bijvondst' van hobbyisten die met een metaaldetector op zoek zijn naar munten en andere metalen voorwerpen die in de bodem terecht zijn gekomen. 